# 小萌科技
Komoe Game，又名小萌科技（英語：KOMOE TECHNOLOGY），總部位於台灣台北市，是一家手機遊戲代理發行公司，主要代理作品為《賽馬娘 Pretty Derby》和《Fate/Grand Order》。

## 概述
遊戲愛好者普遍認為，小萌科技是bilibili旗下的控股公司。根據台灣公司登記資料顯示，小萌科技於2017年4月12日成立，代表人為楊淑椀。 2018年9月17日，台灣動畫公司童園創意代表人更換為楊淑椀，同時公司地址也遷至與小萌科技相同的地點。值得注意的是，童園創意的日本母公司早在2016年7月就已被bilibili收購，成為其全資子公司。
2020年小萌科技於香港成立KOMOE TECHNOLOGY LIMITED子公司，業務範圍為全球。

## 代理作品
- Fate/Grand Order（智冠科技參與行銷推廣）
- A3!
- 死亡愛麗絲
- 魔法紀錄 魔法少女小圓外傳（台灣So-net參與行銷推廣）
- 方舟指令
- 迪托之劍
- 閻王不高興
- 薄櫻鬼
- 重裝戰姬
- 双生视界
- 黑潮：深海覺醒
- 我的英雄學院：最強英雄
- 拂曉的拾荒團
- 模型少女AWAKE
- Re:從零開始的異世界生活 Lost in Memories (進軍韓國首次代理營運)
- 斗羅大陸 - 鬥神再臨
- 機動戰姬：聚變
- 賽馬娘Pretty Derby[3] (Komoe Technology Limited 發行)
- NieR Re[in]carnation
- 悠久之樹
- 光隙解語 (Komoe Technology Limited 發行)
- 艾塔紀元
- Code Geass 反叛的魯路修：失落物語 (Komoe Technology Limited 發行)
- 東京喰種：Break the Chains  (Komoe Technology Limited 發行)
- 扭蛋從者

## 爭議
- 賽馬娘 Pretty Derby#爭議事件

## 外部連結
- 全球官方網站
- 台灣官方網站
- 官方YouTube
- TGIPA公開資訊揭露 小萌科技有限公司 （页面存档备份，存于）